# Inez Nilsson
Inez Wahlborg Nilsson, född 20 mars 1915 i Malmö, död där 20 juli 1989, var en svensk bildkonstnär och textilkonstnär. 
Nilsson var som konstnär autodidakt. Hon medverkade i den internationella utställningen i Wallombreuse i Frankrike och i flera svenska samlingsutställningar. Hennes konst består av figurer, interiörer och landskap i en naivistisk stil utförda i olja samt pärlbroderi. Nilsson är representerad vid Jönköpings museum och Helsingborgs museum. Hon är begravd på Limhamns kyrkogård.  